# Trend Kynaston
Trent P. Kynaston (Tucson, 7 december 1946) is een Amerikaanse componist, muziekpedagoog, dirigent en saxofonist.

## Levensloop
Kynaston studeerde aan de Universiteit van Arizona in Tucson en behaalde aldaar zowel zijn Bachelor of Music als uitvoerend saxofonist en in muziekopleiding alsook zijn Master of Music in compositie met zijn werk Symfonie nr. 1 (1970). Verder studeerde hij aan het Conservatoire National de Région Centre "André Malraux" in Bordeaux bij Jean-Marie Londeix waar hij een Medaille d'Honneur als uitvoerend saxofonist en in kamermuziek behaalde. Verdere privéstudies maakte hij bij Larry Teal.
Hij werkte vijf jaar als muziekleraar aan openbare scholen in Arizona en Californië . Sinds 1973 was hij als docent voor saxofoon- en jazzstudies verbonden aan de Western Michigan University in Kalamazoo. Vanaf 2011 is hij gepensioneerd en werkt hij als professor emeritus.
Als klassieke saxofonist verzorgde hij verschillende première van saxofoonwerken, zoals de Sonate, voor altsaxofoon en piano, op. 29 (1970) en het Concert voor saxofoon van Robert Muczynski als het werk Unisonics (1976) van collega Curtis Curtis-Smith. Hij is lid van het "Western Jazz Quartet" en ook in de jazzwereld thuis. Hij concerteerde niet alleen in de Verenigde Staten, maar ook in Canada, Europa, Zuid-Amerika en Azië.
Kynaston richtte het Western Michigan University Jazz Orchestra op en was rond 30 jaar hun dirigent. 
Als componist schreef hij een aantal werken voor zijn instrument, maar ook werken voor orkest, harmonieorkest, jazzensemble en kamermuziek. Hij was ook werkzaam als recensent van artikelen in muziekmagazines (Down Beat Magazine, Saxophone Journal, Jazz Educators Journal) en auteur van boeken in de jazzwereld (jazz solo transcription books).  

## Composities

### Werken voor orkest
- 1970 Symfonie nr. 1, voor orkest
- 1976 Concert, voor saxofoon en orkest

### Werken voor harmonieorkest
- 1970 Mind Expansion
- 1972 Social comment
- 1981 Concert, voor altsaxofoon en harmonieorkest
- 1997 Tango sweet
  1. The more I seek my solitude, the less of it I find
  2. Sabine's Dance
- Underture

### Werken voor jazzensemble of bigband
- 1997 Tango sweet, voor bigband
- 2012 The warrior temple
- Arcadia blues

### Vocale muziek
- 1968 Corinthians 13, voor bariton, gemengd koor en 13 koperblazers

### Kamermuziek
- 1978 Sonate, voor saxofoon en piano
- 1980 Coryblant-Bleu, voor saxofoonensemble - gecomponeerd voor Jean-Marie Londeix en het International Saxophone Ensemble of Bordeaux
- 1995 Deux ombres de jade, sonate voor altsaxofoon en piano
- Blue harts
- Bricolage, voor tenorsaxofoon, contrabas, piano en drumstel
- Dawn and jubilation, voor twee saxofoons en piano
- Espejos, voor altsaxofoon en piano
- Free play
- You gotta believe, voor saxofoon, contrabas, piano en drumstel

### Werken voor saxofoon
- 1967 Dance suite, voor altsaxofoon, op. 15

### Pedagogische werken
- 1981 Daily Studies for all Saxophones : Scales, Arpeggios & Tuning Etudes, Lebanon, Ind.: Studio P/R, 1981. 48 p.
- 1988 Rhythm changes, jazz solo's voor tenorsaxofoon
- 1988 The Blues, jazz solo's voor tenorsaxofoon
- 1990 The Blues, jazz solo's voor altsaxofoon
- 2006 The Saxophone Intonation Workbook, Advance Music, 2006. 55 p., + 1 cd-rom

### Publicaties
- samen met Robert J. Ricci: Jazz improvisation, Englewood Cliffs, N.J.: Prentice-Hall, 1978. 218 p., ISBN 978-0-135-09315-3 ISBN 978-0-135-09307-8
- Circular Breathing for the Wind Performer, Lebanon, Ind.: Studio P/R, 1978. 20 p.